# Universitat de Ningbo
La Universitat de Ningbo (宁波大学; en, , NBU) és una universitat del districte de Jiangbei, Ningbo, Zhejiang, Xina, fundada el 1986. Té 25.000 alumnes de pregrau.